# Christian August Salig
Christian August Salig (* 6. April 1692 in Domersleben; † 3. Oktober 1738 in Wolfenbüttel) war ein deutscher Kirchenhistoriker und Theologe. 

## Leben
Geboren als Sohn eines Magdeburger Gymnasiallehrers, wurde er zunächst von seinem Vater selbst unterrichtet, bevor er 1704 die Klosterschule Berge besuchte. Als 15-Jähriger ging Salig 1707 an die Universität Halle, um dort Theologie zu studieren. Außerdem studierte er in Halle die morgenländischen Sprachen und Geschichte, Mathematik sowie die Rechte und Medizin. 1710 wechselt er an die Universität Jena, an der er sich mit Kirchengeschichte, rabbinischen und talmudischen Studien sowie Physik beschäftigte. 1712 erlangte er dort die philosophische Magisterwürde.
Nachdem Salig zunächst in seine Heimat zurückging, um sich dort als Geistlicher zu engagieren, zog es ihn schnell zurück an die Universität Halle, wo er Kontakte zu den Gelehrten Christian Thomasius und Nikolaus Hieronymus Gundling aufbaute. 1714 habilitierte er sich und hielt philologische, philosophische, theologische und geschichtliche Vorlesungen. Für Thomasius arbeitet Salig mit an den Nachrichten über die thomasische Bibliothek, außerdem nahm er an seiner Societät teil, für Gundling arbeitete Salig an der Neue Hallische Bibliothek im Bereich Kirchen- und Literaturgeschichte mit.
1717 verließ Salig Halle und nahm einen an ihn ergangenen Ruf für die Leitung des Gymnasiums in Wolfenbüttel an. Diesen Schritt tat er hauptsächlich auf den Rat des Gelehrten August Hermann Francke. Dort verblieb er bis zu seinem Tod.

## Werke
Salig vertrat in seinen Werken bisweilen kontroverse Thesen, die zu wissenschaftlichen Diskursen führten und ihn zeitweilig in den Verdacht des Nestorianismus stellten.
- Philosophumena veterum et recentiorum de anima et eius immortalitate, Halle 1714.
- De Eutychianismo ante Eutychem, Wolfenbüttel 1723.
- Historia Eutychianismi, 1727.
- De Diptychis veterum tam profanis, quam sacris, 1731.
- Vollständige Historie der Augspurgischen Confession und derselben Apologie 1. Teil 1730, 2. Teil 1733, 3. Teil 1734.
- Historie des Tridentinischen Concils, 3-bändig, z. T. posthum durch Siegmund Jakob Baumgarten veröffentlicht.